# Xã Jackson, Quận Perry, Pennsylvania
Xã Jackson (tiếng Anh: Jackson Township) là một xã thuộc quận Perry, tiểu bang Pennsylvania, Hoa Kỳ. Năm 2010, dân số của xã này là 547 người.